# 折原一
折原一（1951年11月16日—），是一名日本著名推理小說作家，埼玉縣久喜市出生，畢業於早稻田大學文學部，現為日本推理作家協會一員，享有「敘述性詭計之王」的美譽。他的作品能吸引讀者一氣呵成地讀下去，甚至明知會被騙，卻又令人甘願落入其文字陷阱中，人稱「折原魔力」。

## 經歷
大學時代曾參加早稻田推理小說俱樂部，很早就有創作推理小說的經驗。畢業於早稻田第一文學部後，進入JTB公司工作，其後成為月刊雜誌「旅行」的編輯。從事編輯工作數年，1988年以短篇小說集《五口棺材》（後多增補兩篇，改名為《七口棺材》）正式展開作家生涯，同年以《倒錯的輪舞曲》入圍第43回江戶川亂步獎，1995年終於以長篇《沉默的教室》奪下第48回日本推理作家協會獎。
折原一常在作品中運用敘述性詭計，並有很高的成就。此類作品特別的地方在本身的結構上設定謎團，透過不同角色的視點、日記、作中作等大量敘事方法來誤導讀者，從而對故事中某種要點産生出錯誤的理解，直到結尾部分作者纔再把真相說明，營造震撼力十足的意外感。讀者如果細心閱讀的話，自然可看穿作者的意圖。雖然大部分作家都不愛使用敘述性詭計，即使有也只會是偶一為之，但折原一卻剛好相反，不斷大膽革新寫法，敘述性詭計的運用早已成為了他的標誌，是日本推理界最具代表性的「敘述性詭計」新本格師匠。
折原一雖以敘述性詭計而聞名，除此之外也有部分著作屬於經典推理小說的仿作，比如以黑星警部為系列人物的處女作《五口棺材》。由於黑星警部是一名渴望出現密室殺人案件的落魄刑警，所以此系列裡也大多是密室詭計，風格明快幽默。
妻子是同爲小說家的新津清美（新津きよみ），小說《二重生活》更是夫妻二人共同執筆創作的。此外，現任本格推理作家協會會長、同爲推理作家的北村薰和折原一在大學時代分別是學長和學弟的關係，兩人交情深厚，前者更被後者作為寫作概念，在《愛讀者―慕名信》一書中以覆面作家西村香的角色登場。
折原一還是日本電視節目「神奇腦力」之「不思議推理劇場」單元的原案作者。另外，富士電視台著名播音員笠井信輔也曾在自己的小傳中公開表示是折原一的書迷。

## 文學賞受賞・候補歴
- 1985年 「多事的密室」ALL讀物推理小説新人賞候補
- 1988年 《倒錯迴旋曲》第34回江戸川亂步賞候補
- 1990年 《倒錯迴旋曲》第43回日本推理作家協會賞（長編部門）候補
- 1994年 《異人們的館》第47回日本推理作家協會賞（長編部門）候補
- 1995年 《沉默的教室》第48回日本推理作家協會賞（長編部門）受賞
- 1997年 《冤罪者》第118回直木賞候補

## 作品

### 黒星警部系列
- 五口棺材（五つの棺，1988年5月 東京創元社）
  - 收錄作品：多事的密室―天外消失事件（おせっかいな密室―天外消失事件） / 黑幫的密室―皇帝死亡事件（やくざな密室―帝王死す事件） / 緬懷的密室―猶大之窗事件（懐かしい密室―ユダの窓事件） / 冷若冰霜的密室―脇本陣殺人事件（冷ややかな密室―脇本陣殺人事件） / 過於長久的密室―讀約翰·迪克森·卡爾的男人（永すぎる密室―ジョン・ディクスン・カーを読んだ男たち）
  - 【増補・改名】七口棺材（七つの棺，1992年11月 創元推理文庫）
    - 收錄作品：密室的王者（密室の王者） / 讀迪克森·卡爾的男人（ディクスン・カーを読んだ男たち） / 黑幫的密室（やくざな密室） / 緬懷的密室（懐かしい密室） / 脇本陣殺人事件（脇本陣殺人事件） / 不透明的密室（不透明な密室） / 天外消失事件（天外消失事件）
- 鬼面村的殺人（鬼面村の殺人，1989年2月 光文社Kappa Novels）
- 猿島館的殺人（猿島館の殺人，1990年6月 光文社Kappa Novels）
- 丹波家的殺人（丹波家の殺人，1991年3月 日本經濟新聞出版社）
- 黃色館的秘密（黄色館の秘密，1998年3月 光文社文庫）
- 模仿密室（模倣密室，2003年5月 光文社）
  - 收錄作品：北斗星的密室（北斗星の密室） / 走鋼絲的密室（つなわたりの密室） / 本陣殺人計劃―讀橫溝正史的男人（本陣殺人計画―横溝正史を読んだ男） / 交換密室（交換密室） / 特洛伊的密室（トロイの密室） / 邪館 1/3的密室（邪な館、1/3の密室） / 模仿密室（模倣密室）

### 「倒錯」三部曲
事實上《倒錯迴旋曲》才是「倒錯」三部曲的第一部，1988年該作參加江戶川亂步獎後，便於次年由講談社出版，但稍晚完成的《倒錯的死角》因入選東京創元社「鮎川哲也與十三個謎」系列而率先出版，卻並非系列的第一部。
- 倒錯的死角：201號房的女人（倒錯の死角 201号室の女，1988年10月 東京創元社 / 2012年11月 獨步文化，譯者：高詹燦）
- 倒錯迴旋曲（倒錯のロンド，1989年7月 講談社 / 2011年12月 獨步文化，譯者：李彥樺）
- 倒錯的歸結（倒錯の帰結，2000年10月 講談社 / 2013年8月 獨步文化，譯者：高詹燦）

### 幸福莊系列
- 天花板上的散步者―幸福莊殺人日記1（天井裏の散歩者―幸福荘殺人日記1，1993年12月 角川文庫）
  - 收錄作品：不完全的密室（不完全な密室） / 你的房子（あなたの部屋） / 最好的結果（最高の結末） / 心之旅程（心の旅路） / 匣子之神（函の神様） / 永遠的偶像（永遠のアイドル） / Happy End（ハッピーエンド）
- 天花板上的魔術師―幸福莊殺人日記2（天井裏の奇術師―幸福荘殺人日記2，1995年9月 角川書店）

### ～者系列
- 誘拐者（誘拐者，1995年8月 東京創元社）
- 愛讀者―慕名信（愛読者―ファンレター，1996年1月 講談社）
- 星羅號之謎―漂流者（セーラ号の謎―漂流者，1996年8月 角川書店）
- 遭難者（遭難者，1997年5月 實業之日本社）
- 冤罪者（冤罪者，1997年11月 文藝春秋 / 2013年10月 獨步文化）
- 失蹤者（失踪者，1998年11月 文藝春秋）
- 沉黙者（沈黙者，2001年11月 文藝春秋）
- 行方不明者（行方不明者，2006年8月 文藝春秋）
- 逃亡者（逃亡者，2009年8月 文藝春秋 / 2010年12月 高寶）
- 追悼者（追悼者，2010年11月 文藝春秋）
- 潛伏者（潜伏者，2012年12月 文藝春秋）
- 自稱小說家―侵入者（自称小説家--侵入者，2014年9月預定 文藝春秋）
- 毒殺者（毒殺者，2014年11月預定 文春文庫）

### 教室系列
- 沉默的教室（沈黙の教室，1994年4月 早川書房）
- 黑暗的教室（暗闇の教室，1999年9月 早川書房）

### 樹海系列
- 樹海傳說―騙人的森林（樹海伝説―騙しの森へ，2002年6月 祥傳社文庫）
- 鬼頭家的慘劇―禁忌的森林（鬼頭家の惨劇―忌まわしき森へ，2003年12月 祥傳社文庫）
- 黑森林（黒い森，2007年11月 祥傳社）
- 紅森林（赤い森，2010年4月 祥傳社）
  - 收錄作品：樹海傳說―騙人的森林（樹海伝説―騙しの森へ） / 鬼頭家的慘劇―禁忌的森林（鬼頭家の惨劇―忌まわしき森へ） / 紅森林―鬼頭家的秘密（赤い森―鬼頭家の秘密）

### 非系列
- 「白鳥」的殺人（「白鳥」の殺人，1989年7月 光文社Kappa Novels）
- 螺旋館的奇想（螺旋館の奇想，1990年1月 講談社）
- 灰色的假面（灰色の仮面，1990年8月 講談社）
- 黒衣的女人（黒衣の女，1991年1月 徳間書店）
- 覆面作家（覆面作家，1991年10月 立風書房）
- 假面劇（仮面劇，1992年2月 講談社）
- 海市蜃樓的殺人（蜃気楼の殺人，1992年11月 光文社Kappa Novels）
- 異人們的館（異人たちの館，1993年1月 新潮社 / 2009年6月 獨步文化）
- 水中的殺人者（水の殺人者，1993年8月 講談社）
- 望湖莊的殺人（望湖荘の殺人，1994年9月 光文社Kappa Novels）
- 二重生活（二重生活，1996年10月 雙葉社） - 與妻子新津清美共同創作的小說
- 101號房的女人（101号室の女，1997年2月 講談社）
  - 收錄作品：101號房的女人（101号室の女） / 睡吧，寶寶！（眠れ、わが子よ） / 到網走去…（網走まで…） / 石廊崎殉情（石廊崎心中） / 懼內者（恐妻家） / 我的兒子在哭泣（わが子が泣いている） / 殺人計劃（殺人計画） / 追蹤（追跡） / 我一生最大的事件（わが生涯最大の事件）
- 側耳傾聽的房間（耳すます部屋，2000年2月 講談社）
  - 收錄作品：側耳傾聽的房間（耳すます部屋） / 五重像 / 露出面容（のぞいた顔） / 真夏的誘拐者（真夏の誘拐者） / 試膽（肝だめし） / 無法成眠的夜晚（眠れない夜のために） / Ｍ的犯罪（Ｍの犯罪） / 誤解 / 鬼 / 目撃者
- 倒錯的物體―天井男的奇想（倒錯のオブジェ―天井男の奇想，2002年10月 文藝春秋）
- 連環信（チェーンレター，2001年9月 角川書店） - 以青沼靜名義發表的作品
- 被告A（被告A，2003年9月 早川書房）
- 叔母殺人事件―虛假的房子（叔母殺人事件―偽りの館，2004年9月 講談社）
- 默的房子（黙の部屋，2005年4月 文藝春秋）
- 叔父殺人事件―再見了（叔父殺人事件―グッドバイ，2005年11月 原書房）
- 時間膠囊（タイムカプセル，2007年3月 理論社）
- 放火魔（放火魔，2007年6月 文藝春秋）
  - 收錄作品：偶然 / 放火魔（放火魔） / 危險的乘客（危険な乗客） / 交換殺人計劃（交換殺人計画） / 津村泰造的優雅生活（津村泰造の優雅な生活） / 沉默之家（黙の家） / 石田沉默之旅（石田黙への旅）
- 教室（クラスルーム，2008年7月 理論社）
- 該死的皇帝（帝王、死すべし，2011年11月 講談社）
- Grand Mansion（グランドマンション，2013年5月 光文社）
  - 收錄作品：聲音的身份（音の正体） / 304號房的女人（304号室の女） / 善意的第三者（善意の第三者） / 時間穴（時の穴） / 懐念的聲音（懐かしい声） / 心之旅程（心の旅路） / 重設（リセット）

### 單行本未收錄作品
- 遠的誤解（遠い誤解，1996年9月 『小説新潮 1996年10月號』 新潮社）
- 石田默的一個房間（石田黙のある部屋，2009年10月 『來自偵探X的挑戰！』 小學館文庫）
- 房子之中的死（部屋の中の死，2011年4月 『ALL 讀物 2011年5月號』 文藝春秋）